# Georg Muffat

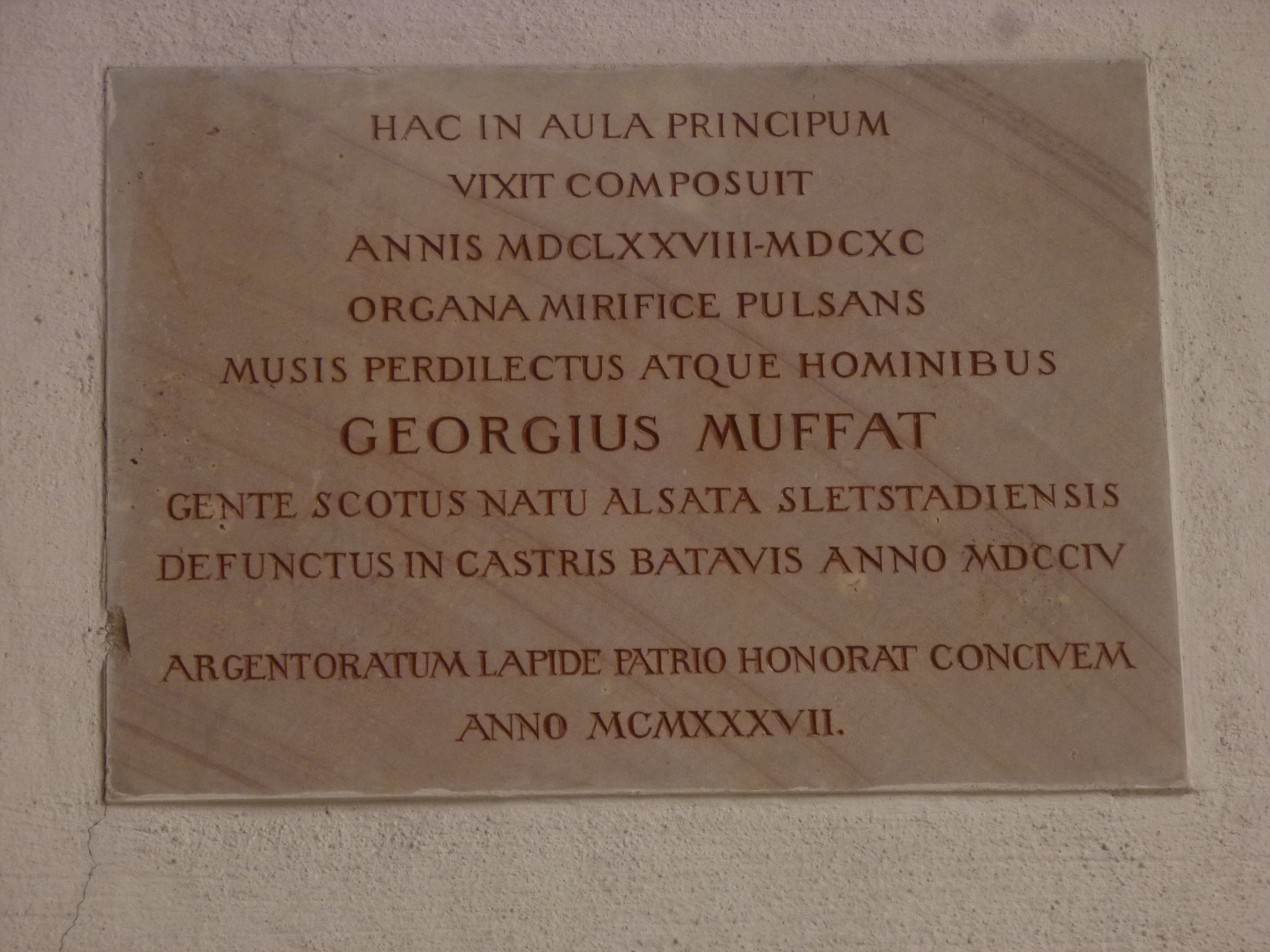
Zde v letech 1678–90 žil a skládal lidmi i múzami milovaný G. M., rodem Skot, narozením Alsasan, zemřelý v Pasově... Pamětní deska umístěná r. 1937 na fasádě salcburské Rezidence

Georg Muffat (1. června 1653 – 23. února 1704) byl hudební skladatel období baroka. Svým původem byl ze Savojska a působil na mnoha místech Evropy, především v Salcburku a Pasově.

## Život

### Mládí a studia
Narodil se v roce 1653 v Savojském vévodství, které tehdy bylo součástí Svaté říše římské. Po rodičích byl skotsko-francouzského původu. V letech 1663 až 1669 studoval v Paříži, pravděpodobně u Jeana Baptista Lullyho, což ovšem není zcela jisté. Poté žil několik let v Alsasku, zejména ve Schlettstadtu (dnes Sélestat), takže byl v cizině mylně považován za tamního rodáka (viz obrázek pam. tabule). Od roku 1674 pobýval v Ingolstadtu, kde studoval práva a následně pobýval ve Vídni.

### Pražský pobyt
Při svém pobytu v Praze v roce 1677 složil houslovou sonátu Sonata Violino Solo für Violine und Basso continuo a neúspěšně se s ní ucházel o místo v kroměřížské kapele olomouckého biskupa Karla II. z Lichtenštejna-Kastelkornu v té době obsazené Pavlem Josefem Vejvanovským.

### Salcburk, Řím a Pasov
Místo toho získal místo v Salcburku (1678–1690), na dvoře salcburského arcibiskupa Maxe Gandolfa z Künburgu, jemuž sloužil jako komorník a také hrál v chrámu na varhany. Salcburský pobyt na čas přerušil cestou do Itálie (1680), kde se chtěl zlepšit ve varhanní hře studiem u Bernardo Pasquiniho. O Arcangelovi Corellim zanechal svědectví, že je vlastním zakladatelem hudební formy concerto grosso. Muffatovy zápisky z italské cesty jsou též pramenem pro poznání života ŘímŘíma v 80. letech 17. století.
Od roku 1690 až do své smrti v roce 1704 pak působil jako kapelník v Pasově, u dvora pasovského biskupa kardinála Jana Filipa z Lambergu.

## Dílo
Muffatovo dílo je ovlivněno italskými a francouzskými skladateli. Napsal mnoho instrumentálních sonát, orchestrální suity, varhanní toccaty (12) a orchestrální concerti grossi (12).